# ベーシックコース (NTTドコモ)
ベーシックコースは、NTTドコモが2007年11月26日から提供している携帯電話端末の販売方法及び基本使用料金プランである。
以下本項目全体において、日本国消費税法の規定に基づき、価格表記は原則として消費税課税後の価格を優先する。また、「本体価格」とあるのは、消費税額を除いた金額である。

## 内容
ベーシックコースは、2年間の同一端末の継続利用を条件に、店頭での端末販売価格が、ドコモが提供する「ベーシック購入サポート」により15,750円（本体価格15,000円）割り引かれる制度である。ベーシックコースを申し込む場合は、バリューコースとは異なり独自の基本使用料金プランは適用されず、従来通りのFOMA・mova共通の新料金プラン（ベーシックプラン）が適用される。
また、機種購入から2年以内に解約・機種変更・休止をする場合はベーシックコース解約料が必要になる。ベーシックコース解約料は、残月数×630円（本体価格600円）となる。
- 購入したその月に機種変更等をした場合は、ひと月使用したこととは見做されず、解約料は「24か月（丸2年）×630円＝15,120円（本体価格14,400円）」となる。以後使用月数は「切捨て」、即ち残月数は「切上げ」で処理され、購入から24か月目の場合は残りひと月分の解約料を請求される。なおこれは毎月1日に契約した場合のもので、それ以外の日に契約した場合は翌月から1か月目としてカウントされる。

## 対象
FOMA 905iシリーズ以降に販売される端末。
これ以前の端末は従来の販売方法及び新料金プランが適用される。
mova端末に関係する契約については、ドコモがFOMA移行の方針を徹底させているため、対象外。2008年までに終了させるサービス用の端末も同様である。

## 料金プラン
現時点では基本的に新料金プランを継承する形となる。FOMA#新料金プランを参照。

## 注意点
- 端末の店頭販売価格が15,750円未満である場合、「ベーシックコース」を選択することができない。
- 2年以内での機種変更・解約・「Bナンバー」契約への変更には「ベーシックコース解除料」が必要。
  - ベーシックコース解除料の支払いにドコモポイントをあてることはできない。
- 長期利用割引（「ひとりでも割50」「（新）いちねん割引」など）の解除料は免除されない。